# Taulis
Taulis är en kommun i departementet Pyrénées-Orientales i regionen Occitanien i södra Frankrike. Kommunen ligger i kantonen Arles-sur-Tech som tillhör arrondissementet Céret. År 2022 hade Taulis 58 invånare.

## Befolkningsutveckling
Antalet invånare i kommunen Taulis
| Referens: INSEE |